# Nia Long
Nia Talita Long (Brooklyn, Nueva York; 30 de octubre de 1970) es una actriz estadounidense tres veces ganadora del NAACP Image Award y ocasionalmente directora de videos musicales. Es conocida por sus actuaciones en The Fresh Prince of Bel-Air, Soul Food, Love Jones, The Best Man, Big Momma's House, Third Watch, Are We There Yet? y Are We Done Yet?.

## Primeros años
Long nació en Brooklyn (Nueva York), hija de Talita y Doughtry "Doc" Long, una pareja trinitense. Su padre era un maestro de secundaria y su madre maestra de arte y conductora de autobús. Su nombre artístico, Nia, es uno de los siete días de Kwanzaa y significa "propósito" en suajili. Sus padres se divorciaron cuando ella tenía dos años de edad y su madre y ella se mudaron a Iowa City (Iowa), donde su madre estudió Bellas Artes. Se mudaron a un vecindario en el sur de los Ángeles cuando Long tenía siete años.
Long estudió en una escuela cristiana y estudió ballet, tap, jazz, gimnasia, guitarra y actuación. Se graduó de la Westchester High School en 1989. Debido a la falta de oportunidades de trabajo para arte en Los Ángeles cuando Long y su madre llegaron, ella tuvo que tomar varios trabajos de bajo sueldo a pesar de poseer dos maestrías. La familia sufrió de problemas financieros durante años.

## Carrera

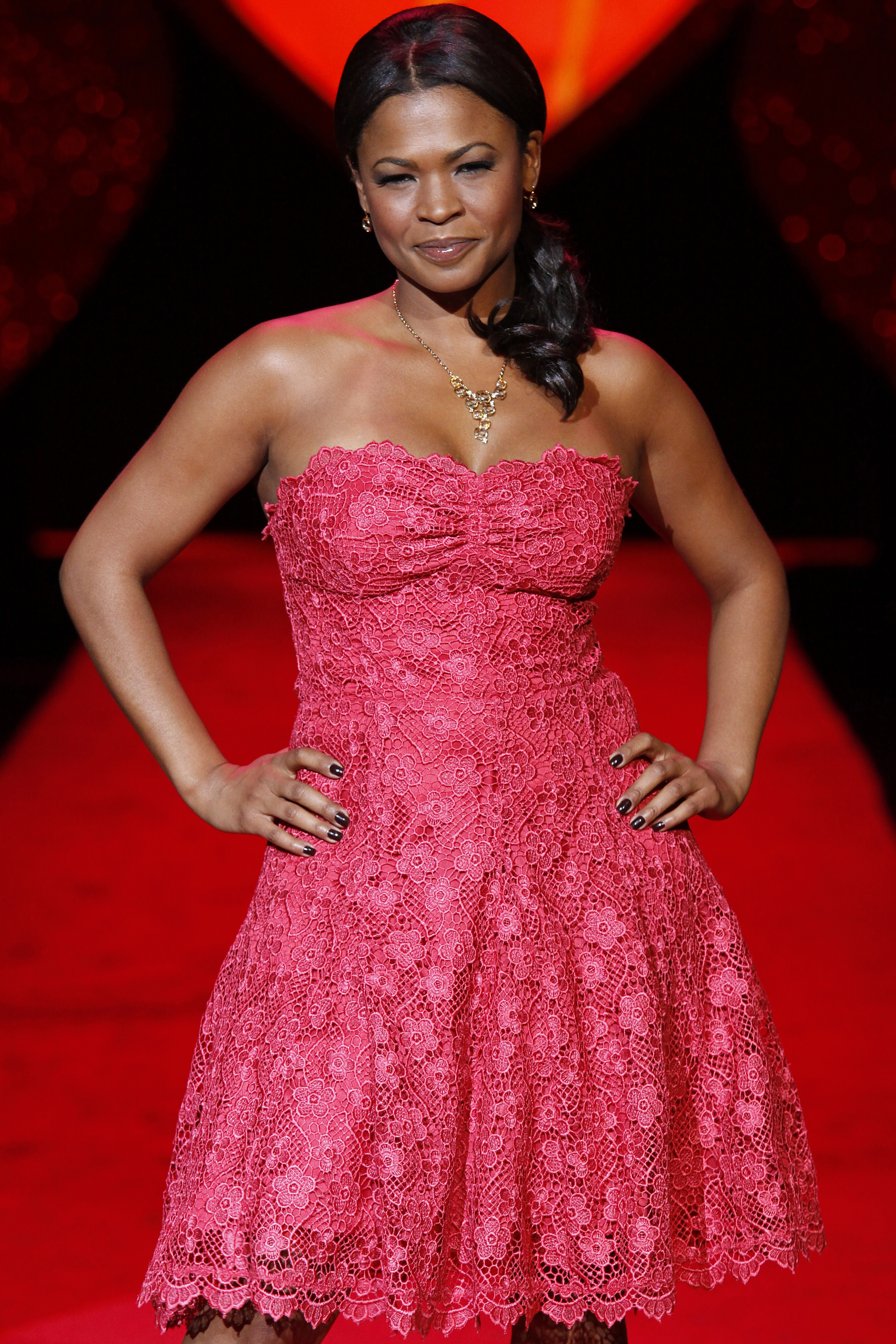
Imagen de la bonita actriz Nía Long en una gala en la que recibió un premio honorífico.

Durante 15 años, Long fue entrenada por la instructora de actuación Betty Bridges, conocida como la madre de la estrella de Diff'rent Strokes, Todd Bridges. Su primer papel importante fue un contrato de tres años como Kathryn "Kat" Speakes en la telenovela Guiding Light. Long interpretó a Kat desde 1991 hasta 1994. De 1994 a 1995, interpretó a la novia y prometida del personaje de Will Smith en The Fresh Prince of Bel-Air. En 2003 se unió al reparto de la serie dramática Third Watch donde interpretó a la Oficial Sasha Monroe hasta el final de la serie en 2005. En 2005 y 2006, Long apareció en Everwood. También tuvo un papel en la temporada 2006-2007 de Boston Legal.
Long ha tenido varios papeles secundarios en películas como Los chicos del barrio, Friday y Made in America. También ha tenido papeles principales en varios filmes, incluyendo Soul Food, Love Jones, Boiler Room, Big Momma's House, Are We There Yet? y The Best Man. Ha actuado junto a Ice Cube en cuatro películas y junto a Regina King en dos. También actuó junto a Michael Beach en Soul Food y en Third Watch.
Long aparece en el video "Touch The Sky" de Kanye West. También dirigió el video musical "This Too Shall Pass" de Yolanda Adams. Long fue elegida como una de las 50 personas más hermosas en el mundo en 2000 por la revista People y ocupó el décimo puesto en la encuesta realizada por Black Men's Magazine para determinar "Las 10 Mujeres Más Atractivas del Año" en 2000. También ganó el NAACP Image Award a la mejor actriz en una serie dramática en 2004 por su actuación en Third Watch. Long codirigió y actuó en el video musical "Baby" de Ashanti. También realizó una aparición como estrella invitada en la primera temporada del sitcom Living Single.

## Filmografía
- Michael (2025)
- Missing (2023)[2]
- Look Both Ways (2022)
- Fatal Affair (2020)
- 47 Meters Down: Uncaged (2019)[3]
- Keanu (2016)[4]
- The Single Moms Club (2014)
- The Best Man Holiday (2013)
- Mooz-lum (2010)
- Good Hair (2009)
- Gospel Hill (2008)
- Premonition (2007)
- Are We Done Yet? (2007)
- Big Momma's House 2 (2006)
- Are We There Yet? (2005)
- Alfie (2004)
- BAADASSSSS! (2004)
- Sightings: Heartland Ghost (2001)
- Big Momma's House (2000)
- Boiler Room (2000)
- El club de los corazones rotos (2000)
- The Secret Laughter of Women (1999)
- Held Up (1999)
- Stigmata (1999)
- The Best Man (1999)
- In Too Deep (1999)
- Butter (1998)
- Heartland Ghost (1998)
- Soul Food (1997)
- Hav Plenty (1997)
- Love Jones (1997)
- Friday (1995)
- Made in America (1993)
- Los chicos del barrio (1991)
- Buried Alive (1990)
- The B.R.A.T. Patrol (1986)

## Trabajos en televisión
- NCIS: Los Ángeles (2018)
- The Divide (2014)
- House of Lies (2012-2013)
- Big Shots (2007)
- Boston Legal (2007)
- Third Watch (2003)
- Judging Amy (2002)
- Black Jaq (1998)
- Live Shot (1995)
- The Fresh Prince of Bel-Air (1991-1995)
- Guiding Light (1991-1994)